# Циклопропан
Циклопропа́н (триметиле́н) — химическое соединение с молекулярной  формулой C3H6, содержащее трехчленный цикл. Простейший предельный углеводород алициклического (карбоциклического) ряда; относится к циклоалканам и является первым членом их гомологического ряда.

## Физические свойства
Бесцветный горючий газ с характерным запахом, напоминающим запах петролейного эфира и едким вкусом. При комнатной температуре и давлении 5−6 атм переходит в жидкое состояние; температура плавления: −127 °C; температура кипения циклопропана при атмосферном давлении: −33 °C. Малорастворим в воде: при +15 °C один объём газа растворяется в 2,7 объёма воды. Легкорастворим в этаноле, диэтиловом эфире, петролейном эфире, хлороформе и жирных маслах. Легко воспламеняется, смеси с воздухом, кислородом или закисью азота взрывоопасны. Предел воспламеняемости в воздухе составляет 2,4—10,3 % по объёму.

## Получение
Циклопропан был впервые синтезирован Августом Фройндом в 1881 году с помощью внутримолекулярной реакции Вюрца с участием 1,3-дибромпропана и металлического натрия. Выход реакции был значительно повышен в 1887 Гавриилом Густавсоном за счет использования цинка вместо натрия. Использование в ней в качестве исходного вещества более доступного 1,3-дихлорпропана, который получают в результате реакции свободнорадикального замещения пропана и хлора, легло в основу предложенного в 1936 году первого промышленного метода синтеза циклопропана.
Викто́р Гриньяр успешно применил в этой реакции магний на примере серии 1,3-дихор-, 1,3-дибром- и 1,3-дииодпропанов, а впоследствии Моррисом Харашем было показано, что циклопропан с высокими выходами образуется при обработке фенилмагнийбромидом (PhMgBr) 1,3-дибром- или 1-бром-3-хлорпропана в присутствии каталитических количеств хлорида железа (III).

## Химические свойства
При нагревании до 360—370 °С циклопропан стабилен:2015, при температуре 550 °С и выше почти полностью изомеризуется в пропен:490; использование в качестве катализатора платины, железа или оксида алюминия позволяет снизить температуру реакции до 100—385 °С, но уменьшает степень конверсии:490:1063. Циклопропан восстанавливается водородом до пропана на никеле, используемом в качестве катализатора, при 80—120 °С.
Основным направлением взаимодействия циклопропана с хлором является реакция радикального замещения. В темноте при температуре менее 300 °С циклопропан практически не взаимодействует с хлором; выше 400 °С реакция протекает быстро с образованием преимущественно хлорциклопропана, который   при увеличении времени проведения реакции или увеличении температуры выше 585 °С частично изомеризуется в аллилхлорид. На свету при комнатной температуре реакция циклопропана и хлора протекает экзотермично (иногда со взрывом), при этом основным продуктом реакции является хлорциклопропан, образующийся наряду с  1,1-дихлорциклопропаном; минорными продуктами реакции в этих условиях являются 1,3-дихлорпропан и изомерные трихлорпропаны.  При проведении фотохимической реакции циклопропана с хлором при комнатной  темпераутре в растворителях, таких как дихлорметан, хлороформ, 1,2-дихлорэтан,  основным продуктом становится 1,3-дихлорпропан. При охлаждении до –35 °С в темноте в присутствии хлорида железа (III) циклопропан и  хлором взаимодействуют в жидком состоянии с образованием смеси 1,3-дихлорпропана и 1,2-дихлорпрпана в примерно равном соотношении; считается, что в этом случае реакция протекает по механизму электрофильного присоединения.
Циклопропан не взаимодействует с твёрдым перманганатом калия смоченным водой, а также не обесцвечивает его растворы при комнатной температуре и нагревании; взаимодействие происходит только выше 250 °С в запаянном сосуде:285.

## Медицинское применение
Циклопропан оказывает сильное общеобезболивающее действие.
Действует циклопропан быстро. В концентрации 4 об.% вызывает анальгезию, 6 об.% — выключает сознание, 8—10 об.% — вызывает наркоз (III стадии), в концентрации 20—30 об.% — глубокий наркоз.
В организме циклопропан не разрушается и выделяется в неизменном виде почти полностью через 10 минут после прекращения ингаляции.
Циклопропан не оказывает выраженного влияния на функции печени и почек; несколько понижает диурез. Иногда при наркозе циклопропаном наступает кратковременная гипергликемия, связанная с возбуждением адренореактивных систем. Этот эффект менее выражен, чем при применении эфира.
Циклопропан оказывает возбуждающее влияние на холинореактивные системы организма и вызывает некоторое замедление пульса, возможны аритмии. Под влиянием циклопропана сильно повышается чувствительность миокарда к адреналину; введение адреналина при наркозе циклопропаном может вызвать фибрилляцию желудочков.
Артериальное давление во время наркоза несколько повышается, что может привести к некоторому усилению кровоточивости.
Циклопропан используется для вводного и основного наркоза (циклопропан с кислородом); чаще применяется в комбинации с другими средствами для наркоза (закись азота, эфир) и с мышечными релаксантами. Показан больным с заболеваниями легких, так как не вызывает раздражения слизистых оболочек дыхательных путей. Его можно назначать при болезнях печени и при диабете. Однако, медицинское использование циклопропана осложняется тем, что пациенту во время наркоза необходимо подавать кислород, что в некоторой степени опасно, поскольку смеси углеводородов с кислородом взрывоопасны, поэтому чаще используются галотан и севофлуран.
Циклопропановый наркоз может применяться для кратковременных оперативных вмешательств.

## Противопоказания
При циклопропановом наркозе противопоказано введение адреналина и норадреналина.

## Токсическое воздействие циклопропана
Наркотик, вызывающий возбуждение нервной системы с последующим угнетением её, что связано с преимущественным влиянием на кору головного мозга, а также с нарушением в мозге обменных процессов, включая обмен катехоламинов.
При вдыхании циклопропана в концентрации 15—20 % и смеси с кислородом у крыс через час снижается количество гликогена и суммарных белков в печени, повышается активность SH-групп клеток печени и повышается в них содержание рибонуклеиновой кислоты. При хроническом действии циклопропана угнетается продукция костного мозга, главным образом гранулоцитов.

## Форма выпуска
Форма выпуска: в стальных цельнотянутых баллонах вместимостью 1 и 2 л жидкого циклопропана, находящегося под давлением 5 атм; баллоны окрашены в оранжевый цвет и имеют надпись «Осторожно. Циклопропан. Огнеопасен».

## Меры безопасности
Чрезвычайно огнеопасен; его смеси с кислородом, закисью азота и воздухом могут взрываться при соприкосновении с пламенем, электрической искрой и другими источниками зажигания, которые могут вызывать воспламенение. При использовании циклопропана необходимо принимать все меры, исключающие возможность взрыва, в том числе меры предосторожности, связанные с применением электро- и рентгеновской аппаратуры и исключающие образование искр от статического электричества. В связи с этими особенностями, а также с появлением новых способов и средств общего обезболивания циклопропан в настоящее время крайне редко используется в качестве средства для наркоза.

## Хранение
Хранение: в прохладном месте вдали от источников огня.